# 拉普朗什
拉普朗什（法語：La Planche，法語發音：[la plɑ̃ʃ] ⓘ）是法国大西洋卢瓦尔省的一个市镇，位于该省东南部，属于南特区。

## 地理
拉普朗什（47°0'59"N, 1°26'7"W）面积24.42 平方千米，位于法国卢瓦尔河地区大区大西洋卢瓦尔省，该省份为法国西北部沿海省份，位于布列塔尼半岛东南部，北起伊勒-维莱讷省，西北接莫尔比昂省，西临大西洋，南至旺代省，东临曼恩-卢瓦尔省。
与拉普朗什接壤的市镇（或旧市镇、城区）包括：曼恩河畔艾格勒弗耶、蒙贝尔、勒穆耶、维埃耶维涅、圣菲尔贝德布艾讷、蒙泰居旺代。
拉普朗什的时区为UTC+01:00、UTC+02:00（夏令时）。

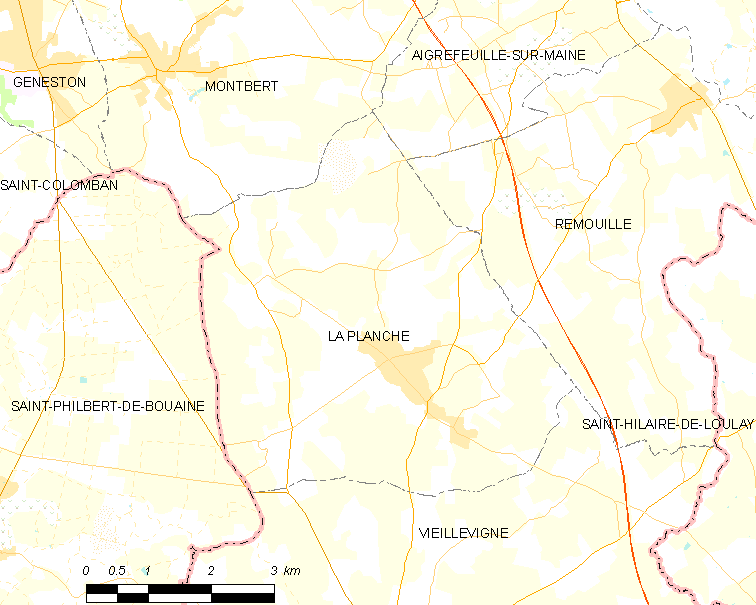
拉普朗什的OSM定位图

## 行政
拉普朗什的邮政编码为44140，INSEE市镇编码为44127。

## 政治
拉普朗什所属的省级选区为克利松县。

## 交通
大西洋卢瓦尔省省道D7线、D56线、D57线和D257线在境内交汇。

## 人口

1962-2008年间拉普朗什人口变化图示

拉普朗什于2022年1月1日时的人口数量为2802人。